# Scinax fuscovarius
Scinax fuscovarius là một loài ếch trong họ Nhái bén.
Nó được tìm thấy ở Argentina, Bolivia, Brasil, Paraguay, và Uruguay.
Các môi trường sống tự nhiên của chúng là xavan ẩm, vùng đất ẩm có cây bụi nhiệt đới hoặc cận nhiệt đới, vùng cây bụi nhiệt đới hoặc cận nhiệt đới vùng đất cao, đồng cỏ khô nhiệt đới hoặc cận nhiệt đới vùng đất thấp, đồng cỏ nhiệt đới hoặc cận nhiệt đới vùng ngập nước hoặc lụt theo mùa, hồ nước ngọt có nước theo mùa, đầm nước ngọt, đầm nước ngọt có nước theo mùa, vùng đồng cỏ, vườn nông thôn, các vùng đô thị, và các khu rừng trước đây bị suy thoái nặng nề.

## Hình ảnh

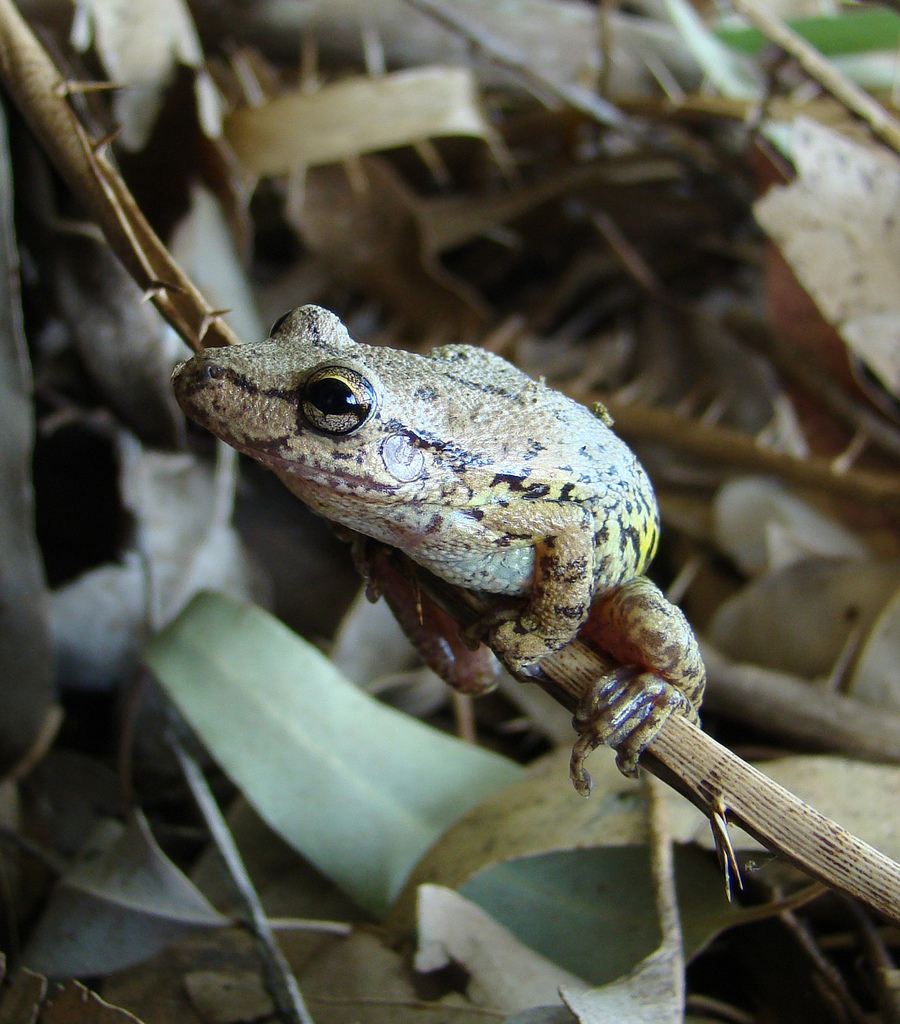
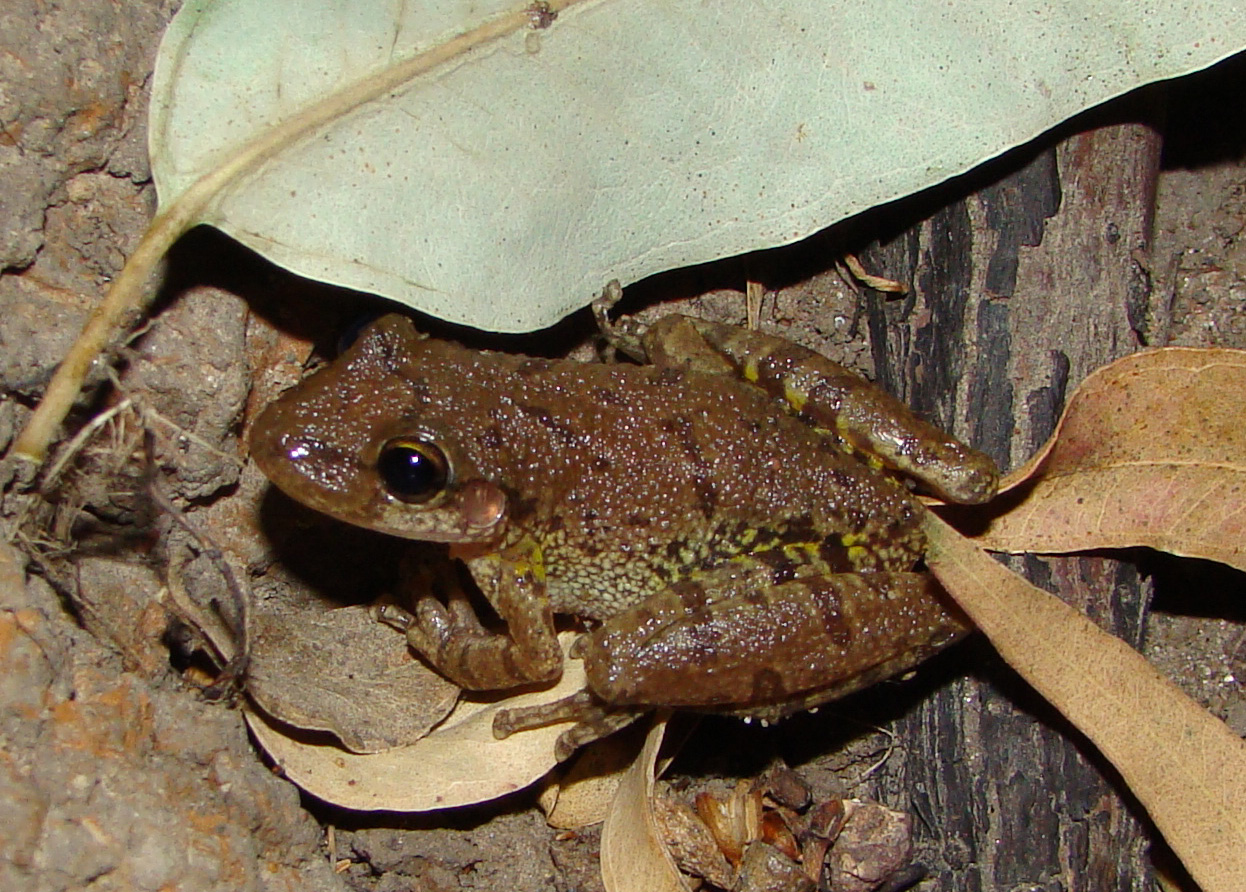
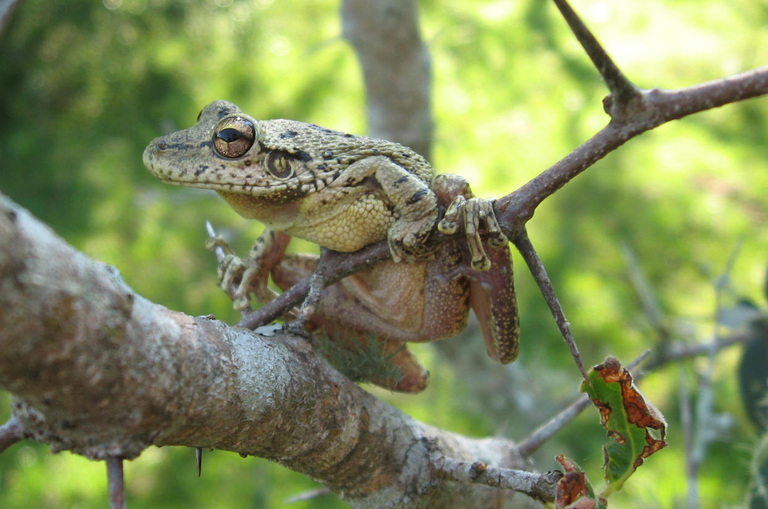
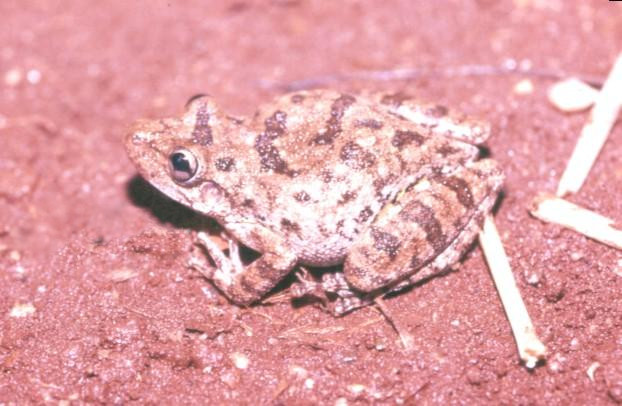